# Любляна (эсминец)
«Любляна» (серб. Љубљана, итал. Lubiana) — югославский эскадренный миноносец типа «Београд». В апреле 1941 года захвачен Италией и введен в состав собственного флота. В марте 1943 года сел на камни, был покинут экипажем и впоследствии уничтожен авиацией союзников.

## История
Собирался под руководством компании «Ateliers et Chantiers de la Loire» в Сплите. Заложен 28 июня 1938 года, спущен 17 декабря 1939 года. 24 января 1940 года на ходовых испытаниях в Шибенике правый борт эсминца был пробит из-за сильного ветра, что привело к крупным повреждениям. Корабль стал на ремонт и 17 апреля 1941 года был захвачен итальянцами. Итальянцы переименовали судно на свой манер «Lubiana», а поскольку у него были на тот момент разобраны гребные валы, его отбуксировали в Теодо, затем в Фиуме и после этого в Каттаро.
Команду для «Любляны» сформировали из экипажей линейных кораблей «Витторио Венето» и «Конте ди Кавур», которые стояли в то время в ремонте. Только в октябре 1942 года после ремонта корабль покинул верфь. В ходе ремонта его модернизировали, установив двойную артустановку RM-2 вместо двух отдельных орудий, сняли ряд оборудования и поставили два зенитных автомата калибром 20 мм. В итоге средства ПВО были представлены тремя 37-мм/50 пулемётами Breda (один на месте между торпедными аппаратами, два на месте старых пушек) и восемью 20-мм/70 одноствольными автоматами. Кроме того, на судне заменили фок-мачту, установив другую как на корветах типа «Минерва» (без марс-площадки для прожектора, который мешал стрельбе автоматов).
Корабль вошёл в состав 1-й флотилии, используясь с октября 1942 года в конвойных операциях. Совершил 21 боевой поход и прошёл 8000 миль. 31 марта 1943 года сопровождал конвой из трёх судов по маршруту Неаполь-Бизерта. В 20:45 командир конвоя капитан 2-го ранга Канеччи приказал изменить курс и направил его ближе к берегу. Корабли двигались в условиях очень плохой видимости и усиливающегося северо-восточного ветра. В 21.42 близ Рас-Амер в 8 милях к западу от мыса Бон «Любляна» села на камни. Начавшийся затем шторм и все более усиливающийся ветер исключили возможность спасения корабля, поэтому экипаж оставил эсминец. На следующий день авиация союзников нанесла бомбовый удар и уничтожила корабль.